# DEC Prism
A Prism egy 32 bites RISC utasításkészlet-architektúra (ISA), amelyet a Digital Equipment Corporation (DEC) fejlesztett ki. Ez volt a végkifejlete a DEC által az 1982–1985 közötti időszakban indított számos kutatási projektnek, és már a szilíciumcsipek előállítási fázisában volt, mikor 1988-ban  a vezetőség törölte a projektet. A következő évben azonban elkezdődött a Alpha fejlesztése, ami nagymértékben támaszkodott a Prism kialakításra.

## Háttér
Az 1980-as évek elején a DEC egy igen sikeres nagyvállalat volt. Ekkoriban egyszerre több összehangolatlan fejlesztés is folyt a cégnél, a következő „nagy dobás” létrehozása érdekében, és a fejlesztéseket a vezetőség nem vagy csak alig felügyelte. Az egyik ilyen potenciálisan sikeres területnek a RISC technológián alapuló számítástechnika ígérkezett, és az 1982-től 1985-ig tartó periódusban nem kevesebb, mint négy kísérlet történt RISC csipek alkotására a cég különböző részlegein.
A Titan elnevezésű, nagyteljesítményű emittercsatolt logikán (ECL) alapuló kialakítás fejlesztését 1982-ben kezdték meg a DEC Western Research Laboratory (WRL) kutatóhelyén Palo Altóban, amely a Unix operációs rendszer futtatását célozta.
A SAFE (Streamlined Architecture for Fast Execution, kb. akadálytalan áramlású architektúra a gyors végrehajtáshoz) architektúra egy 64 bites kialakítás volt, amelynek a fejlesztését ugyanabban az évben kezdték meg, tervezője a (Spacewar! játékról híres) Alan Kotok és Dave Orbits voltak. Ez a rendszer a VMS operációs rendszer futtatását célozta.
A HR-32 (Hudson, RISC, 32 bites) fejlesztése 1984-ben kezdődött, tervezője Rich Witek és Dan Dobberpuhl a Hudson fab gyártórészlegen; ez egy a VAX gépekbe szánt koprocesszor lett volna.
Ugyanebben az évben Dave Cutler elindította a CASCADE projektet a DEC DECwest fejlesztőközpontjában, a washingtoni Bellevue-ban.

## A Prism
1985-ben végül felkérték Cutlert, hogy határozzon meg egyetlen RISC projektet, amelynek vezető tervezőjének Rich Witek lett kijelölve. A kialakítás kezdetben egy 64 bites csip építését tűzte ki célul, ám ezt később 32 bitesre módosították. 1985 augusztusában elkészült a magas szintű tervek első változata és megkezdték a munkát a részletes terveken. A PRISM specifikációt több hónapos munkával egy öttagú tervezőcsoport készítette el: Dave Cutler, Dave Orbits, Rich Witek, Dileep Bhandarkar és Wayne Cardoza. Ez a munka 1985-1986-ban már 98%-ban kész volt és a terveket nagymértékben támogatták Pete Benoit szimulációi a nagy VAXcluster gépen.
Az egész ill. fixpontos műveletek terén a PRISM architektúra hasonlított a  MIPS kialakításokra. A 32 bites utasítások legmagasabb 6 és legalacsonyabb 5 bitje kódolta az utasítást, a szó fennmaradó részén állandók vagy regisztercímek állhattak. A processzornak hatvannégy 32 bites regisztere volt, szemben a MIPS harminckét regiszterével, de ezek használata nagyon hasonló volt. A PRISM és a MIPS abban is hasonlít, hogy nem alkalmazza a regiszterablakos technológiát, amely a „másik”, Berkeley RISC/SPARC architektúra tipikus jellemzője.
A PRISM kialakítás azonban igen figyelemre méltó utasításkészletének számos elemében. Ennek egyik igen fontos eleme az PRISM-ben bevezetett Epicode (az angol extended processor instruction code, kiterjesztett processzor-utasításkód frázisból), amellyel számos „speciális” utasítást definiáltak, amelyek az operációs rendszer számára stabil, a különböző megvalósításokban is állandó bináris alkalmazásillesztőt (application binary interface, ABI) nyújtott. Az Epicode saját regiszterkészlettel rendelkezett, 22 db. saját 32 bites regisztere volt. Később az utasításkészletet egy vektoros feldolgozásra szolgáló készlettel bővítették, amelyhez további tizenhat 64 bites, változatos módokon használható vektorregiszter járult.
A rendszerből két változatot terveztek, a DECwest a Crystal nevű „felsőkategóriás” emittercsatolt logika (ECL) implementáción dolgozott, míg a  Semiconductor Advanced Development csapat a  MicroPRISM nevű változaton dolgozott, ami egy CMOS verzió. A MicroPRISM lett kész először és a terveket 1988 áprilisában elküldték teszt-gyártásra. Ezen felül Cutler egy  új mikrokernel-alapú operációs rendszer fejlesztését is vezette, ennek kódneve Mica volt, és Unix- és VMS-szerű „személyiségekkel” rendelkezett a szolgáltatások közös rétege felett.

## Súrlódások és megszüntetés
A VAX architektúrán alapuló gépek egyre inkább lemaradtak a piacon, ár/érték arányuk egyre rosszabb lett és a konkurens gépek, pl. a MIPS-alapú munkaállomások jobb teljesítményt mutattak az ár töredékéért. A DEC minden próbálkozása a VAX teljesítményének javítására kudarcba fulladt. A csoportok cégen belüli rivalizálása sem kedvezett az új terméknek. 1988 júliusában egy fejlesztési gyűlésen a cég beszüntette a Prism munkálatait és a MIPS munkaállomások és felsőkategóriás VAX termékek fejlesztését határozta el, ami végül egy RISC-alapú VAX fejlesztésébe alakult át. Ez vezetett a Alpha projekt indításához a következő évben.

## Fordítás
Ez a szócikk részben vagy egészben  a   DEC Prism című angol Wikipédia-szócikk ezen változatának fordításán alapul.  Az eredeti cikk szerkesztőit annak laptörténete sorolja fel. Ez a jelzés csupán a megfogalmazás eredetét és a szerzői jogokat jelzi, nem szolgál a cikkben szereplő információk forrásmegjelöléseként.

### További olvasmányok
- Bhandarkar, Dileep P. (1995). Alpha Architecture és Implementations. Digital Press.
- Bhandarkar, D. et al. (1990. "High performance issue orientated architecture". Proceedings of Compcon Spring '90, pp. 153–160.
- Conrad, R. et al. (1989). "A 50 MIPS (peak) 32/64 b microprocessor". ISSCC Digest of Technical Papers, pp. 76–77.